# Antrain Communauté
Die Antrain Communauté (früher: Communauté de communes du Canton d’Antrain) ist ein ehemaliger französischer Gemeindeverband mit der Rechtsform einer Communauté de communes im Département Ille-et-Vilaine in der Region Bretagne. Er wurde am 29. Dezember 1992 gegründet und umfasste zehn Gemeinden.

## Historische Entwicklung
Mit Wirkung vom 1. Januar 2017 fusionierte der Gemeindeverband mit der Coglais Communauté Marches de Bretagne und bildete so die Nachfolgeorganisation Communauté de communes Couesnon Marches de Bretagne.

## Ehemalige Mitgliedsgemeinden
1. Antrain
2. Bazouges-la-Pérouse
3. Chauvigné
4. La Fontenelle
5. Marcillé-Raoul
6. Noyal-sous-Bazouges
7. Rimou
8. Saint-Ouen-la-Rouërie
9. Saint-Rémy-du-Plain
10. Tremblay